# Rhynchostylis coelestis
Rhynchostylis coelestis är en orkidéart som först beskrevs av Heinrich Gustav Reichenbach, och fick sitt nu gällande namn av Adolphus Henry Kent. Rhynchostylis coelestis ingår i släktet Rhynchostylis och familjen orkidéer. Inga underarter finns listade i Catalogue of Life.

## Bildgalleri

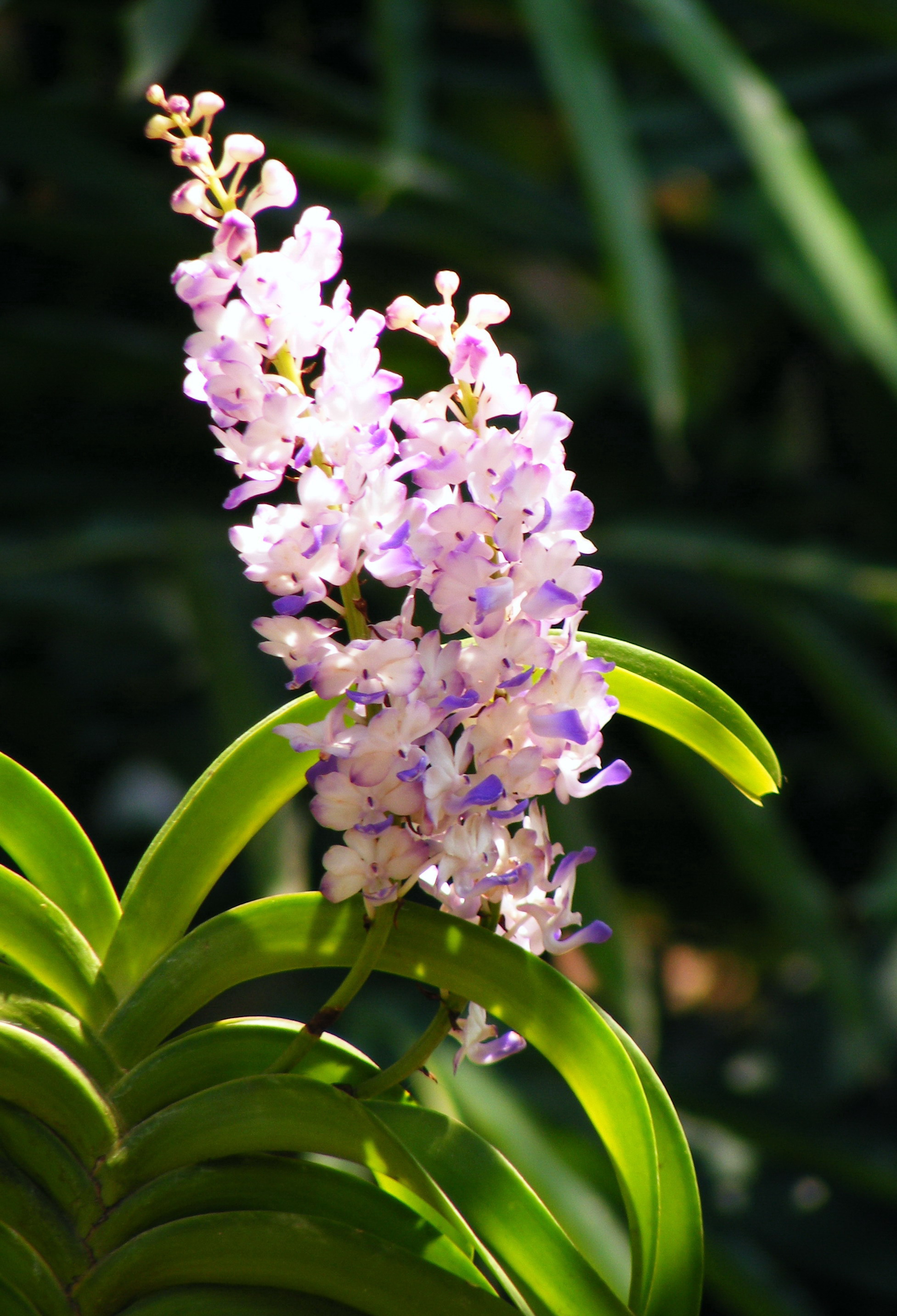